# International Code of Zoological Nomenclature
ICZN, International Code of Zoological Nomenclature är officiell standard och regelverk för systematisk namngivning av djurgrupper såsom arter, släkten och familjer och högre taxa men inte för till exempel hybrider eller varieteter. Underarter omfattas av regelverket endast i vissa fall. Regelverket underhålls av International Commission on Zoological Nomenclature och revideras återkommande med några års mellanrum. Det är uppdelat i kapitel, som i sin tur delas in i numrerade så kallade artiklar.
Grunden till nomenklaturen är de namnregler som Carl von Linné populariserade, där varje art tilldelas två namn. Dels ett släktnamn, som anger vilken grupp den hör till och dels ett artepitet. Alla arter, som hör till samma släkte, har samma släktnamn och det får inte förekomma två släkten, som har samma namn. Däremot får det finnas två eller flera arter, som har samma artepitet. Bara de inte hör till samma släkte.

## Artiklar
Här är en sammanställning av några av de olika artiklarnas innehåll. Nästan alla artiklar är i sjäkva verket uppdelade i flera underartiklar.
1 - Definition och avgränsning

Zoologisk nomenklatur omfattar alla djur (både nu levande och utdöda) samt vissa encelliga organismer, som ursprungligen beskrivits som djur men som senare visat sig vara något annat. Dessutom omfattas fossila lämningar av djur samt i vissa fall även spår. Verket reglerar hur nya arter ska namnges för att namnen ska bli etablerade och accepteras inom vetenskapen, samt när och hur etablerade namn ska ändras.
2 - Namnregler för organismer som under en tid uppfattats som djur och under en annan uppfattats som någonting annat

I de fall en organism beskrivits och namngivits under annan nomenklatur (till exempel som växt eller bakterie) men senare kommit att uppfattas som ett djur, kan dess namn ändå behållas under vissa förutsättningar. Alla namn, som någon gång ingått i den zoologiska nomenklaturen, räknas som upptagna eller förbrukade, även om organismen i fråga inte längre betraktas som ett djur.
3 - Vetenskapliga namn accepteras bara om de är beskrivna efter 1757

1758 publicerades 10:e upplagan av Carl von Linnés Systema Naturae. Exakt datum är inte känt. Därför räknas den zoologiska nomenklaturen från och med den 1 januari 1758.  Ett undantag finns: Carl Alexander Clercks Svenska spindlar som utkom 1757, men som i ICZN anses som utgiven den 1 januari 1758.
4 - Namn på högre taxa

Alla namn på taxa med högre rank än art, måste bestå av bara ett ord och inledas med versal.
5 - Namn på arter

Alla arter namnges enligt Linnés binominalsystem. Släktnamnet måste inledas med versal medan artepitetet måste inledas med en gemen bokstav. Underarter skrivs som trinom, där de två första namnen följer samma mönster, som artens binom. Det tredje namnet identifierar underarten och måste inledas med en gemen bokstav.
6 - Namn på undersläkten 

Namn på undersläkten inleds med versal och måste anges inom parentes efter släktnamnet men före artepitetet.
7. – 

8 - Krav på giltiga vetenskapliga publiceringar

9 - Vad som INTE räknas som giltiga namn

10 - Publicerade arbetens tillgänglighet

Artikel 11